# Дозорово
Дозорово (до 1948 года Темола, фин. Temola) — упразднённый посёлок на территории Каменногорского городского поселения Выборгского района Ленинградской области.

## Название
Согласно решению исполкома Тиккутского сельсовета от 16 января 1948 года деревне Темола было присвоено наименование Дозорово. Выбор нового названия был обоснован «местными условиями».
Переименование было закреплено указом Президиума ВС РСФСР от 13 января 1949 года.

## История

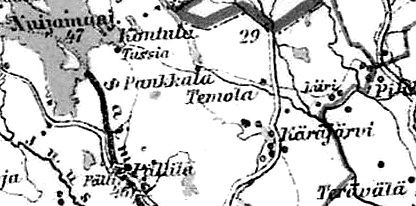
Деревни Темола и Кяряярви на финской карте 1923 года

До 1939 года деревня Темола входила в состав деревни Кяряярви (фин. Käräjärvi) волости Нуямаа (фин. Nuijamaa) Выборгской губернии Финляндской республики.
С 1 января 1940 года — в составе Карело-Финской ССР.
С 1 июля 1941 года по 31 мая 1944 года финская оккупация.
С 1 января 1949 года деревня Темола учитывалась административными данными как деревня Дозорово Лесогорского района. В ходе укрупнения хозяйства к деревне были присоединены соседние селения Панкка, Кокки, Конту.
Согласно административным данным 1966 года посёлок Дозорово в составе Выборгского района не значился.
В настоящее время — урочище Дозорово.

## География
Посёлок располагался в северо-восточной части района на автодороге соединяющей Сайменский канал и город Светогорск.
Находился на левом берегу реки Петровка.